# دانيال جيبس
دانيال جيبس (بالفرنسية: Daniel Gibbs) هو سياسي فرنسي، ولد في 8 يناير 1968 بتجمع سان مارتين في فرنسا. حزبياً، نشط في الاتحاد من أجل حركة شعبية. وقد انتخب نائب فرنسي عن دائرة Saint-Barthélemy and Saint-Martin's 1st constituency ‏ خلال فترته النيابية (20 يونيو 2012 – 20 يونيو 2017).

## وصلات خارجية
- الموقع الرسمي